# Xuân Tân (xã)
Xuân Tân là một xã thuộc huyện Xuân Trường, tỉnh Nam Định.

## Vị trí địa lý
Xã Xuân Tân nằm ở phía Đông Bắc Huyện Xuân Trường, là vùng đất được phù sa sông Hồng bồi đắp và có hình dạng giống con thoi, chạy dọc theo sông Hồng (dài 7.500m, chỗ rộng nhất 2000m). Tổng diẹn tích tự nhiên của xã là 10.16 km2. Phía Đông giáp sông Hồng và tỉnh Thái Bình. Phía Đông Nam giáp huyện Giao Thủy. Phía Tây Nam giáp xã Xuân Đài và Xuân Phú. Phía Bắc và Tây Bắc giáp xã Xuân Thành. Trải qua hơn 5 thế kỷ chống chọi với thiên nhiên khắc nghiệt, từ vùng đất sình lầy đã trở thành những cánh đồng phì nhiêu màu mỡ, dân cư đông đúc. Xuân Tan có hai con sông bao bọc, đó là Sông Hồng và sông Láng, rất giàu phù sa và thuận lợi cho giao thông đường thủy, cùng hệ thống giao thông đường bộ, nối liền với các tuyến tỉnh lộ, Quốc lộ, tạo cho Xuân Tân một vị thế địa lý quan trọng trong phát triển kinh tế, văn hóa - xã hội....

## Di tích
Xã có khu di tích lịch sử chùa Liêu Đông, chùa An Đạo. Những ngôi chùa này góp phần làm phong phú thêm đời sống tâm linh của người dân Xuân Tân.
Một vài năm gần đây, đời sống tinh thần của người dân ngày được cải thiện. Vào những dịp tuần tiết, chùa luôn tấp nập người ra vào. Lễ mừng phật đản, lễ Vu Lan báo hiếu... đều được chăm lo đầy đủ.

## Kinh tế
Đại bộ phận người dân làm nông nghiệp.
Một phần nhỏ diện tích bãi bồi sông Hồng được dùng để trồng dâu, trồng đay và trồng hoa màu.
Nghề phụ: trước đây nghề trồng dâu nuôi tằm rất phát triển nhưng tới năm 2005, diện tích trồng dâu đã được xã giao cho một số hộ dân để phát triển theo mô hình trang trại. Nghề trồng dâu nuôi tằm tàn lui từ đó.
Đặc sản:
```
+ Gạo hom - lúa được trồng ở bãi bồi ngoài sông hồng, lớn lên theo con nước phù sa đỏ nặng, không cần chăm bón gì thêm. Vì thế, gạo hom có độ thơm ngon rất đặc trưng.
+ Rươi: " Tháng chín đôi mươi- tháng mười mùng năm", câu thành ngữ đúc kết kinh nghiệm của người dân trong việc thu hoạch rươi vào 2 ngày trên. Rươi- một đặc sản mà sông Hồng đã ban tặng cho người dân Xuân Tân.
```

Hiện nay có thêm một số ngành nghề khác như: làm gạch tuylen, đóng tàu(tuy nhiên đang bị xuống dốc)